# Bilhères
Bilhères är en kommun i departementet Pyrénées-Atlantiques i regionen Nouvelle-Aquitaine i sydvästra Frankrike. Kommunen ligger i kantonen Laruns som tillhör arrondissementet Oloron-Sainte-Marie. År 2022 hade Bilhères 155 invånare.

## Befolkningsutveckling
Antalet invånare i kommunen Bilhères
| Referens: INSEE |